# Nostorf
Nostorf – miejscowość i gmina w Niemczech, w kraju związkowym Meklemburgia-Pomorze Przednie, w powiecie Ludwigslust-Parchim, wchodząca w skład Związku Gmin Boizenburg-Land. Najbardziej na zachód położona gmina kraju związkowego.